# Strobilanthes andersonii
Strobilanthes andersonii är en akantusväxtart som beskrevs av Richard Henry Beddome. Strobilanthes andersonii ingår i släktet Strobilanthes och familjen akantusväxter. Inga underarter finns listade i Catalogue of Life.